# Bumažnyj soldat
Bumažnyj soldat (in russo Бумажный солдат?, lett. "soldato di carta") è un film del 2008 diretto da Aleksej German Jr.
È stato presentato in concorso alla 65ª Mostra internazionale d'arte cinematografica di Venezia.

## Trama
Uno scienziato sovietico che lavora al cosmodromo di Bajkonur durante la corsa allo spazio si trova di fronte a un dilemma etico. 

## Distribuzione
È stato presentato in anteprima alla 65ª Mostra internazionale d'arte cinematografica di Venezia il 2 settembre 2008.

## Riconoscimenti
- 2008 - Mostra internazionale d'arte cinematografica[1]
  - Leone d'argento - Premio speciale per la regia ad Aleksej German Jr.
  - Osella d'oro ad Alisher Xamidxojaev e Maksim Drozdov
  - In concorso per il Leone d'oro
- 2008 - Festival internazionale del cinema di Adalia
  - Arancio d'oro al miglior film internazionale
- 2009 - European Film Awards
  - Candidatura per la miglior fotografia ad Alisher Xamidxojaev e Maksim Drozdov